# Roger Chartier
Roger Chartier (Lyon, 9 de dezembro de 1945) é um historiador francês vinculado à quarta geração da Escola dos Annales. É atuante no campo da história cultural e reconhecido por seus trabalhos sobre a história do livro, da edição e da leitura. 
Chartier é professor emérito no Collège de France e professor catedrático da Escola de Estudos Avançados em Ciências Sociais, na França. É, também, professor visitante na Universidade da Pensilvânia nos Estados Unidos.
Recebeu, em 1990, o prêmio da Associação Americana de História da Imprensa e o Prêmio Gobert de História da Academia Francesa, em 1992.
Dentre suas distinções acadêmicas estão os títulos de Doutor honoris causa na Universidad Carlos III de Madrid e da Universidade Estadual Vale do Acaraú de Sobral; o título de Fellow da British Academy; e a presidência do Conselho Científico da Biblioteca Nacional da França.

## Biografia
Nasceu em 1945, em Lyon, filho de uma família operária. Formou-se professor e historiador simultaneamente pela Escola Normal Superior de Saint Cloud e na Universidade de Sorbonne, no ano de 1969.
Ao longo da décade de 1970 foi professor de história moderna na Universidade de Sorbonne, Escola de Estudos Avançados em Ciências Sociais (EHSS), na frança e Fellow da Universidade de Princeton, nos Estados Unidos.
Foi diretor da EHSS entre os anos de 1984 e 2006 e, a partir de 2007, professor catedrático do Collège de France, na disciplina "Escritos e culturas na Europa Moderna". Além disso, foi professor visitante em uma série de Universidades:
- Universidade de Montreal (1977)
- Universidade Yale (1985)
- Universidade da California (1987)
- Universidade Cornell (1988)
- École nationale des Chartes (1990-1991)
- Universidade Johns Hopkins (1992-1998)
- Universidade de Chigago (1995, 1997 e 2000)
- Universidade do Alabama (1996)
- Universidade de Valência (1998)
- Universidade Cornell (1996-2001)
- Universidade de Harvard (1999)
- Universidade de Nova Iorque (1999)
- Universidade Stanford (2000)
- Universidade de Buenos Aires (2000-2002)
- Universidade da Pensilvânia (2001-atualmente)[1]

## Contribuição teórica
Roger Chatier estuda a história da cultura e dos livros, a trajetória da leitura e da escrita como práticas sociais.
Uma das contribuições decisivas de Roger Chartier para a História Cultural, está relacionada à elaboração das noções complementares de “práticas” e “representações”. De acordo com este horizonte teórico, a cultura (ou as diversas formações culturais) poderia ser examinada no âmbito produzido pela relação interativa entre estes dois pólos. Assim, "tanto os objetos culturais seriam produzidos 'entre práticas e representações', como os sujeitos produtores e receptores de cultura circulariam entre estes dois pólos, que de certo modo corresponderiam respectivamente aos ‘modos de fazer’ e aos ‘modos de ver’" Por fim, uma terceira noção importante desenvolvida por Roger Chartier foi o conceito de "apropriação", que formulou as bases para uma Nova História Cultural.

### O conceito derepresentação
Dentro do campo da história, uma das contribuições de Roger Chartier foi a sua formulação do conceito de representação. O historiador ofereceu uma nova maneira de interpretar os processos históricos que ficou conhecida como "história cultural do social". Produzir uma história cultural dos fenômenos sociais significa, segundo Chartier, realizar uma investigação sobre as formas pelas quais os indivíduos e grupos constroem um sentido para os fatos históricos e, de uma maneira geral, para o mundo, a realidade.
O mundo social é construído a partir dos interesses do grupo dominante.Para Chartier, a representação é o instrumento pelo qual um indivíduo, ou um grupo de indivíduos, constroem significados para o mundo social. É um processo de significação intencional, carregado de interesses, que corresponde a uma determinada estratégia de um agente social ou de um grupo social. Construir representações é tanto uma prática cultural, quanto sociopolítica. A representação, de acordo com essa teoria, é um componente essencial dos discursos. Tais discursos nunca são neutros ou isentos: são práticas sociais dotadas de intencionalidade e correspondem a interesses específicos.
A relação entre a representação (imagem ou significado construída/o) e o referente (a realidade, o mundo social) comporta uma equivalência admitida pelo indivíduo ou grupo social que efetua este processo de significação. Afinal, o objetivo de criar uma representação é fazer que algo ou alguém seja conhecido tal como ele é ou foi. Ou seja, há nesta relação uma pretensão de atingir e de trazer à luz a verdade. Entretanto, Chartier não considera a representação como um retrato fiel da realidade, mas sim resultado de um processo social de construção das representações.
A disputa pelo sentido de determinado fato ou personagem histórico pode ocasionar, segundo Chartier, lutas de representações. Estas lutas não apenas culturais, mas também políticas, giram em torno da busca pela legitimação de determinado significado.

## Distinções

#### Prêmios
- 1990: Prêmio da Associação Americana de História da Imprensa.
- 1992: Prêmio Gobert da Academia Francesa.[1]

#### Títulos
- Fellow da Academia Britânica
- Doutor Honoris Causa da Universidade Carlos-III de Madrid, Espanha.
- Presidente do Conselho Científico da Biblioteca Nacional da França.
- Doutor Honoris Causa da Universidade de Santiago do Chile.[1]

## Publicações
- L’Éducation en France do XVI ao XVIII (avec Marie-Madeleine Compère et Dominique Julia), Société d’édition d’enseignement supérieur, Paris, 1976, 304 p. ISBN 2-7181-5201-X
- Histoire de l’édition française (direction avec Henri-Jean Martin), 4 volumes (1983–1986), 2e édition, Fayard et Cercle de la librairie, Paris, 1989–1991
- Lectures et lecteurs dans la France d’Ancien Régime, Éditions du Seuil, coll. « L’Univers historique » ISSN 0083-3673 nº 49, Paris, 1987, 369 p. ISBN 2-02-009444-4
- Les Origines culturelles de la Révolution française (1990), réédition avec une postface inédite de l’auteur, Éditions du Seuil, Paris, coll. « Points / Histoire » ISSN 0768-0457 nº  268, 2000, 304 p. ISBN 2-02-039817-6
- La Correspondance. Les usages de la lettre au XIXe siècle (direction), Fayard, coll. « Les Nouvelles Études historiques » ISSN 0292-4250, Paris, 1991, 462 p. ISBN 2-213-02454-5 [présentation en ligne]
- L’Ordre des livres. Lecteurs, auteurs, bibliothèques en Europe entre XIVe siècle et XVIIIe siècle, Alinea, coll. « De la pensée / Domaine historique », Aix-en-Provence, 1992, 126 p. ISBN 2-7401-0024-8
- Pratiques de la lecture (direction), Payot, coll. « Petite Bibliothèque Payot » nº 167, Paris, 1993, 309 p. ISBN 2-228-88723-4 [présentation en ligne]
- Le Livre en révolutions, entretiens avec Jean Lebrun, Textuel, Paris, 1997, 159 p. ISBN 2-909317-34-X [présentation en ligne]
- Histoire de la lecture dans le monde occidental (direction avec Guglielmo Cavallo, 1997), réédition, Éditions du Seuil, coll. « Points / Histoire » ISSN 0768-0457 nº H297, Paris, 2001, 587 p. ISBN 2-02-048700-4
- Au bord de la falaise. L’histoire entre certitudes et inquiétude, Albin Michel, coll. « Bibliothèque Albin Michel de l’histoire » ISSN 1158-6443, Paris, 1998, 292 p. ISBN 2-226-09547-0 [présentation en ligne]
- Les origines culturelles de la Révolution Française, réédition Éditions du Seuil, coll. « Points / Histoire », Paris, 1999, 304 p. ISBN 2-02-039817-6